# Xã Pike, Quận Jay, Indiana
Xã Pike (tiếng Anh: Pike Township) là một xã thuộc quận Jay, tiểu bang Indiana, Hoa Kỳ. Năm 2010, dân số của xã này là 899 người.